# خورشیدگرفتگی ۱۳ دسامبر ۱۹۷۴
خورشیدگرفتگی ۱۳ دسامبر ۱۹۷۴ (به انگلیسی: Solar eclipse of December 13, 1974) یک خورشیدگرفتگی از نوع خورشیدگرفتگی جزئی است. این خورشیدگرفتگی در تاریخ ۱۳ دسامبر ۱۹۷۴ میلادی (‎۲۲ آذر ۱۳۵۳ خورشیدی) روی داد که زمان اوج آن، ساعت ۱۶:۱۳:۱۳ به‌وقت ساعت هماهنگ جهانی بوده‌است.